# Opisthacanthus milloti
Espèce
Opisthacanthus milloti est une espèce de scorpions de la famille des Hormuridae.

## Distribution
Cette espèce est endémique de la région Diana à Madagascar. Elle se rencontre dans la réserve spéciale d'Ankarana vers la grotte des Chauve-souris.

## Description
Le mâle holotype mesure 36 mm et la femelle paratype 32 mm.

## Étymologie
Cette espèce est nommée en l'honneur de Jacques Millot.

## Publication originale
- Lourenço & Goodman, 2008 : Scorpions of the Reserve speciale d'Ankarana, Madagascar, with particular reference to cave-dwelling animals and the description of two new species (Arachnida, Scorpiones). Zoosystema, vol. 30, no 3, p. 665-679 (texte intégral).